# Eilema testaceoflava
Eilema testaceoflava är en fjärilsart som beskrevs av Rothschild 1912. Eilema testaceoflava ingår i släktet Eilema och familjen björnspinnare. Inga underarter finns listade i Catalogue of Life.